# Ил Палацоне (Равена)
Ил Палацоне је насеље у Италији у округу Равена, региону Емилија-Ромања.
Према процени из 2011. у насељу је живело 43 становника. Насеље се налази на надморској висини од 20 м.